# توماس أ. دوفي
توماس أ. دوفي هو قاضي وسياسي أمريكي، ولد في 6 أبريل 1906، وتوفي في 11 أبريل 1979. نشط حزبياً في الحزب الديمقراطي. وقد انتخب عضو جمعية ولاية نيويورك ‏ وانتخب عضو مجلس ولاية نيويورك ‏.